# Ikeshima

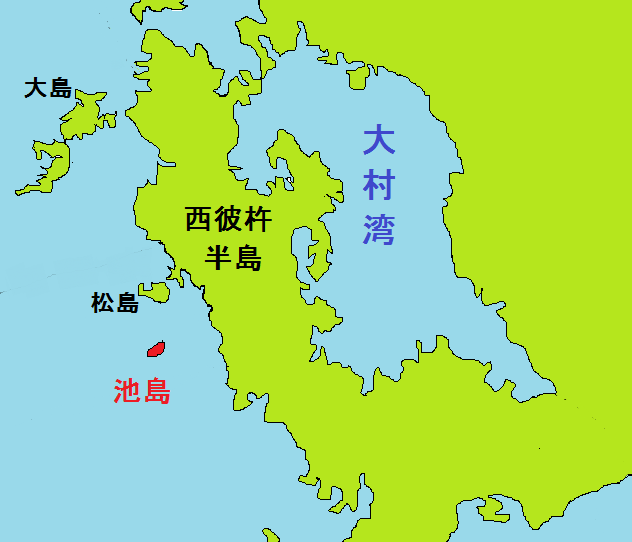
Ikeshima, Nagasaki

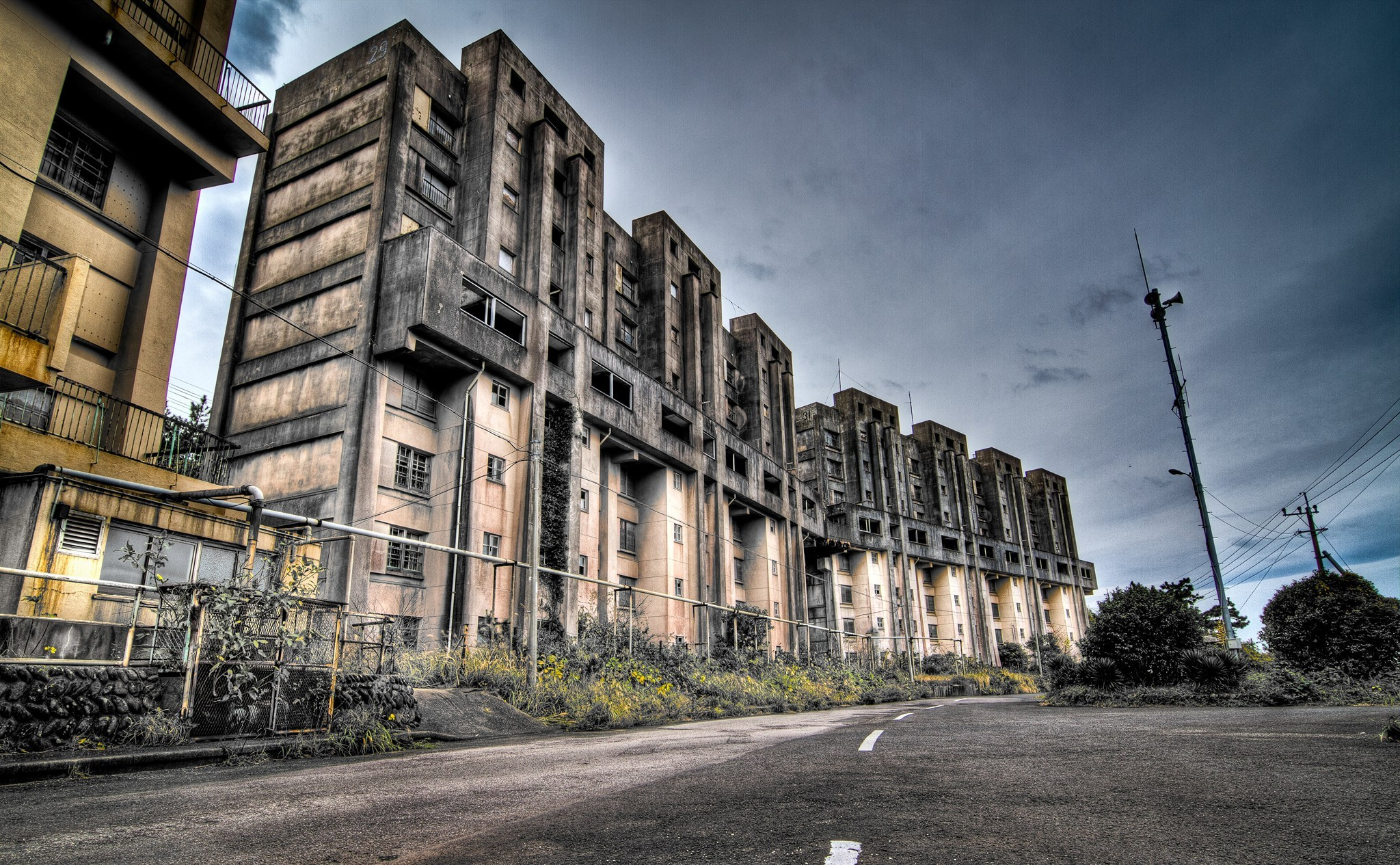
Verlassene Wohnhäuser auf der Insel

Ikeshima ist eine japanische Insel in der Präfektur Nagasaki. Sie hat eine Fläche von 0,9 km², die Küstenlänge beträgt 4 km. Ikeshima gehört seit 2005 zur Stadt Nagasaki.

## Geschichte
Von 1958 bis 2001 wurde auf der Insel Kohle gefördert. Mehrere Tausend Menschen (darunter größtenteils Minenarbeiter und deren Angehörige) bewohnten die Insel. Die Insel war mit mehrstöckigen Sozialwohnungen, einem Krankenhaus, Läden, Friseurgeschäften, einem Kino und einem Markt ausgestattet, von denen die meisten heute leerstehen. 1958 wurde ein mit Meerwasser gefülltes Schwimmbad eröffnet.
2001 wurde das Bergwerk geschlossen und der Bergbau eingestellt. Aus diesem Grund verließen nahezu alle Einwohner die Insel. Heutzutage beträgt die Bevölkerung nur noch ca. 100 Personen.
Die unbewohnten Bauten werden seitdem von der Vegetation überwuchert, wofür die größtenteils verlassene und verwilderte Insel heute bekannt ist. Dies ließ Ikeshima zu einer Touristenattraktion in Nagasaki werden. Die Insel ist mit einer kurzen Schifffahrt erreichbar und auch für Touristen begeh- und erkundbar.